# Barlow Rocks
Barlow Rocks är en kulle i Antarktis. Den ligger i Östantarktis. Nya Zeeland gör anspråk på området. Toppen på Barlow Rocks är 2 056 meter över havet.
Terrängen runt Barlow Rocks är kuperad åt nordväst, men åt sydost är den bergig. Trakten är obefolkad. Det finns inga samhällen i närheten. 